# Carpiodes cyprinus
Carpiodes cyprinus е вид лъчеперка от семейство Catostomidae. Видът не е застрашен от изчезване.

## Разпространение и местообитание
Разпространен е в Канада и САЩ.
Среща се на дълбочина от 0,4 до 3 m.

## Описание
На дължина достигат до 66 cm, а теглото им е максимум 2940 g.
Продължителността им на живот е около 11 години. Популацията на вида е стабилна.